# Fosso dell'Acquitella
Il Fosso dell'Acquitella è un breve corso d'acqua dell'isola d'Elba. Affluente del Fosso dell'Acquaviva, nasce nel territorio di Poggio a poca distanza dalla Fonte di Napoleone, e si getta nel Mar Ligure presso Marciana Marina.

## Storia
Il toponimo Acquitella, testimoniato dal XVII secolo, nel vernacolo locale significa «piccolo corso d'acqua».
A breve distanza esiste un sito estrattivo di granodiorite attivo sino alla metà del XX secolo.

## Ambiente
Nei pressi del torrente vegetano essenze della macchia mediterranea (Quercus ilex, Arbutus unedo, Erica arborea, Viburnum tinus, Cistus monspeliensis, Euphorbia dendroides, Myrtus communis, Teucrium scorodonia) insieme ad altre tipiche della fascia climatica del Castanetum come  Ostrya carpinifolia, Crataegus monogyna, Fraxinus ornus e Prunus avium.